# Štefan Blaško
Štefan Blaško (5. listopadu 1915 Sobrance – 1998) byl slovenský a československý politik a poválečný poslanec Ústavodárného Národního shromáždění za Demokratickou stranu. Po roce 1948 žil v exilu.

## Biografie
Působil jako pedagog a veřejný pracovník. V této činnosti neustal ani po připojení jeho rodiště a působiště k Maďarsku. Po válce se stal školským inspektorem.
V parlamentních volbách v roce 1946 se stal členem Ústavodárného Národního shromáždění za Demokratickou stranu. V parlamentu setrval formálně do parlamentních voleb v roce 1948.
Po únorovém převratu v roce 1948 byla Demokratická strana proměněna na Stranu slovenské obrody jako satelitní formaci závislou na KSČ. Blaško patřil mezi skupinu funkcionářů Demokratické strany, kteří odešli do emigrace. Působil ve Velké Británii a USA. V roce 1967 založil v New Yorku Slovensko-americké kulturní středisko (SAKS). Publikoval v exilovém tisku a vydával učebnice pro Američany slovenského původu. V emigraci se stal členem Slovenské národní rady v zahraničí, kterou založil a které předsedal Karol Sidor. Byl předsedou její kulturní komise.